# Borivoj I de Bohemia

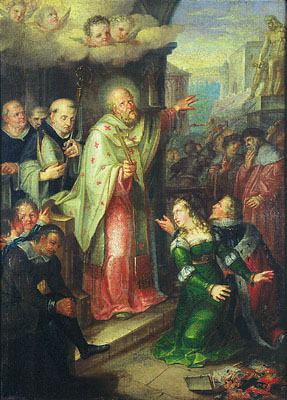
Bořivoj I y su esposa santa Ludmila frente a san Metodio. Bořivoj fue el primer gobernante checo en convertirse al cristianismo.

Bořivoj I de Bohemia o Bořivoj Přemyslovec (nacido entre 852 y 855, fallecido entre 889 y 891) fue el primer duque de Bohemia, estado que bajo su reinado se independizó de la Gran Moravia, y fundador de la dinastía de los Premislidas. Es considerado el primer gobernante checo de la historia, y el primer gobernante de Bohemia que se convirtió al cristianismo. La crónica de Cosmas de Praga, primer cronista checo, dice que Borivoj Premyslovec era hijo del legendario príncipe de Bohemia Hostivít. Es conocido por algunas fuentes históricas y literarias.
Sobre el año 870 se autoproclamó kníže de los bohemianos (checos), considerado por los eruditos alemanes como el equivalente a duque. 
Bořivoj contrajo matrimonio con Ludmila, posteriormente elevada a los altares como Santa Ludmila, de la familia sorbia de los Pšovan. La pareja se convirtió al cristianismo sobre el año 873. De su matrimonio nacieron seis hijos entre los que se encuentran Spytihněv I y Bratislao I.
En 872 apoyó al príncipe de la Gran Moravia (velkomoravský kníže) Svatopluk I en su lucha contra el rey Luis el Germánico. Con este apoyo esperaba recibir Chequia central como feudo. Al convertirse en el gobernador de Chequia para la Gran Moravia (Velkomoravská říše), este hecho influyó en la formación y posterior reconocimiento del principado de Chequia.
Bořivoj fue bautizado por el arzobispo San Metodio, que predicó el Evangelio entre los eslavos. No se conoce la fecha exacta del bautismo, ni siquiera hay certeza de que este se produjera, pero se considera que se produjo alrededor del año 883. Bořivoj mandó construir el Castillo de Praga, donde se construyó la primera iglesia cristiana de Chequia, dedicada a San Clemente. Con ocasión del bautismo, Bořivoj reconoció la soberanía de Svatopluk sobre Chequia. Su entusiasmo por la propagación del cristianismo en sus territorios provocó una revuelta de los nobles checos en la que fue depuesto del trono y tuvo que exiliarse, tomando el poder el príncipe Strojmir el año 883. 
Es posible que contrarrestará la rebelión con la ayuda de Svatopluk. Sin embargo, la leyenda de Cristián narra que los checos depusieron a Strojmír y que pusieron de nuevo a Bořivoj en el trono. Tras su vuelta al poder, Bořivoj construyó otra iglesia cristiana, ésta dedicada a la Virgen María.
Tras la muerte de Bořivoj, Bohemia fue gobernada de nuevo por Svatopluk y pasó de nuevo a formar parte de la Gran Moravia, pero su esposa Ludmila y su hijo Spytihnev I lograron de nuevo la independencia del ducado.
Existen teorías que afirman que Bořivoj era originario de la Gran Moravia y no de Chequia. Las investigaciones antropológicas hechas a los restos de Bořivoj han mostrado que compartía el mismo grupo sanguíneo que Svatopluk y una anomalía físiológica. Incluso se ha especulado con que fuera familiar directo de Svatopluk, posiblemente primo.